# Советы Кекавмена
Советы Кекавмена — произведение византийской литературы XI века, написанное в жанре поучения. Сведения об авторе произведения, Кекавмене, реконструируются исключительно из его произведения; отождествление с известным полководцем XI века Катакалоном Кекавменом в настоящее время отвергается большинством историков. Текст известен по единственной рукописи, впервые опубликованной в 1881 году русским византинистом В. Г. Васильевским. Жанровую принадлежность этого сочинения определить сложно, оно включает как советы по ведению домашнего хозяйства, так и советы государственного масштаба — василевсу и топарху. Определение, данное в рукописи — стратегикон — в современных изданиях обычно не используется. Произведение было написано, по всей видимости, в правление императора Михаила VII Дуки (1071—1078), после смерти патриарха Иоанна Ксифилина в 1075 году. Большинство из исторических событий, о которых сообщается в книге, относятся к 1034—1054 годам.
Единственная рукопись, содержащая труд Кекавмена была известна с конца XVIII века — в 1781 году филолог Х.-Ф. Маттеи использовал её для своего издания басен Синтипы. Сто лет спустя рукописью заинтересовался русский византинист В. Г. Васильевский, обнаруживший в ней неизвестное науке произведение, опознанное им как стратегикон. Совместно с В. К. Ернштедтом греческий текст и перевод были изданы в двух номерах Журнала Министерства народного просвещения за 1881 год. Согласно реконструкции советского византиниста Б. Л. Фонкича (1967), история рукописи выглядела следующим образом. Кекавмен закончил своё сочинение в 1070-х годах. Оно не было оформлено в виде кодекса, а хранилось в виде тетрадей и отдельных листов, в которые автор продолжал делать добавления. После смерти автора некий «издатель» в конце XI—начале XII века упорядочил рукопись и написал пролог и составил пинакс (оглавление). Нумерация страниц и параграфов была сделана на основе компоновки страниц, сложившейся к тому моменту. В результате к сочинению были добавлены различные выписки и заметки, не имевшие в нему отношения. Новый список был сделан в XIV веке в Трапезунде и в 1654 году его купил на Афоне монах Арсений (Суханов). Затем рукопись была передана в Синодальную (патриаршью) библиотеку и далее хранилась в Рукописном отделе Государственного исторического музея в Москве под № 436. По предположению армянского византиниста Р. М. Бартикяна, в трапезундский период рукопись принадлежала некой «Хатун», которую он отождествляет с дочерью императора Иоанна IV Комнина, супругой султана Узун-Гасана. Первое палеографическое описание рукописи сделал Х.-Ф. Маттеи, его уточнил В. Г. Васильевский, и в 1894 году (не учитывая поправок Васильевского) архимандрит Владимир (Филантропов).

## Издания
- Кекавмен. Советы и рассказы : Поучение византийского полководца XI века / Подготовка текста, введение, перевод с греческого и комментарии Г. Г. Литаврина. — Изд. 2-е, перераб., доп. — СПб. : Алетейя, 2003. — 711 с. — (Византийская библиотека. Источники). — ISBN 5-89329-568-4.